# Lee Felsenstein
Lee Felsenstein (Filadelfia, 27 aprile 1945) è un ingegnere informatico statunitense che ha giocato un ruolo centrale nello sviluppo del personal computer.
È stato uno dei membri fondatori di Community Memory, il primo Bulletin board system (BBS) basato su computer, creato a Berkeley, nel 1973, e dell'Homebrew Computer Club, fondato nel 1975.
Ha progettato l'Osborne 1, il primo computer portatile prodotto in massa. Prima dell'Osborne 1, Felsenstein ha progettato il Sol-10/20, un microcomputer prodotto da Processor Technology basato sull'Intel 8080, il modem PennyWhistle, la scheda video VDM-1 e altri prodotti basati sul bus S-100.

## Biografia

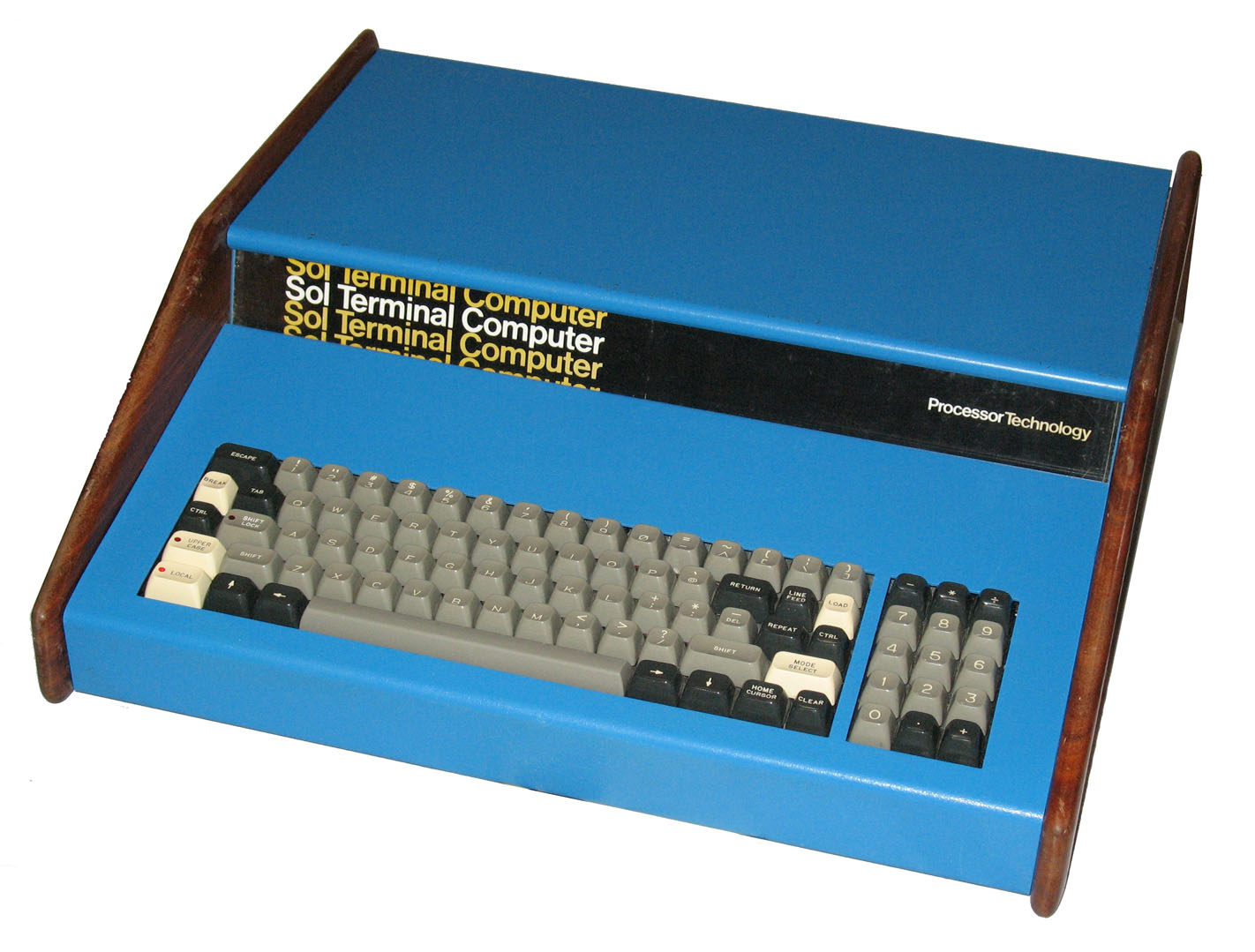
Il SOL-20, realizzato da Lee Felsenstein per Processor Technology.

Nel 1963 Felsenstein si è iscritto all'Università della California - Berkeley; nel 1964 si è unito al programma di studio e lavoro in ingegneria, che ha lasciato nel 1967. Durante la sua permanenza al campus universitario, ha abbracciato il New Left, un movimento politico sorto negli anni sessanta in Gran Bretagna e Stati Uniti d'America. Ha partecipato anche al Free Speech Movement, risultando uno dei 768 manifestanti arrestati durante la manifestazione "Sproul Hall Sit-In" che il movimento ha tenuto il 2–3 dicembre del 1964 a Berkeley. Ha scritto anche per il Berkeley Barb, un giornale underground.
Dal 1968 al 1971 ha lavorato all'Ampex, come assistente tecnico addetto alla programmazione di circuiti non attinenti ai computer, dopo di che è tornato all'università. Felstenstein si è poi laureato nel 1972 in ingegneria elettronica e informatica.
Nel 1973 è stato uno dei membri dell'Homebrew Computer Club, uno dei primi circoli che riuniva appassionati di computer, e grazie alle conoscenze che si era fatto all'interno di esso è stato assunto in alcune aziende fondate da altri membri del club. Nel 1975 è infatti entrato a lavorare presso Processor Technology, una società produttrice di componenti per computer fondata da Robert Marsh, uno dei membri fondatori dell'Homebrew Computer Club, per la quale ha progettato la scheda video VDM-1 ed il microcomputer Sol-10/20.
Dal 1981 al 1983 ha lavorato presso la Osborne Computer Corporation di Adam Osborne, un altro membro dell'Homebrew Computer Club, presso la quale ha contribuito al progetto dell'Osborne 1, il primo computer portatile prodotto in massa.
Dal 1992 al 2000 ha lavorato presso Interval Research Corporation, una società fondata da Paul Allen incentrata allo sviluppo di applicativi e prodotti destinati primariamente ad internet.
Nel 1994 è stato nominato "pioniere della frontiera elettronica" dalla Electronic Frontier Foundation.
Nel 1998 Felsenstein ha fondato il sito Free Speech Movement Archives come memoria storica di ciò che quel movimento ha voluto rappresentare.
Dal 2001 al 2005 ha lavorato presso Pacific Consultants, una società di consulenza assorbita da Pemstar.
Nel 2003, mentre lavorava con la Fondazione Jhai di San Francisco, ha sviluppato un computer dotato di un sistema di telecomunicazione open source da distribuire nelle zone in via di sviluppo, che il The New York Times ha ribattezzato "internet a pedali" per il suo dispositivo di generazione dell'energia elettrica. L'installazione dei primi dispositivi nel Laos non hanno avuto successo anche se il progetto è stato portato avanti in alcune riserve indiane americane ed in India con buoni risultati. Per questo progetto, Felsenstein è stato premiato come finalista del concorso annuale di innovatori globali promosso da The Tech Museum of Innovation.
Nel 2007 è stato premiato con il titolo di "Editor's Choice Award" nel concordo "Awards fof Creative Excellence" della rivista EE Times.
Nel 2009 ha fondato l'Hacker Dojo a Mountain View, California, un hacklab ossia uno spazio libero dove sviluppatori di software ed hardware possono portare avanti i loro progetti ma anche condividere con altri le loro conoscenze.
Il fratello maggiore di Lee, Joseph "Joe" Felsenstein, è un biologo membro dell'Accademia Nazionale delle Scienze americana che ha sviluppato un software chiamato PHYLIP per la rappresentazione grafica e lo studio della filogenesi. Le prime versioni del software sono state sviluppate anche su Sol-20 e Osborne-1.